# Pedro Tinoco de Faria
Pedro Manuel Cardoso Tinoco de Faria (Lisboa, 2 de Fevereiro de 1962) é um tenente-coronel das forças especiais de Portugal, aposentado do Estado Maior do Exército, empresário e escritor. 
Ficou especialmente conhecido por liderar o chamado "movimento das espadas", na sequência da crise no Exército Português após os roubos dos paióis de Tancos.

## Biografia

### Actividade militar
Filho do Capitão pára-quedista Luís António Sampaio Tinoco de Faria, morto em combate na Guerra do Ultramar em 28 de Abril de 1966, e de uma professora de Geografia. É pai de três filhos, Catarina, Sasa e Pedro Miguel.
Licenciado pela Academia Militar, onde tinha ingressado em 1982 para o curso de infantaria, e se licenciou em Ciências Sócio-Militares. Como Oficial de infantaria, em 1988 ingressa no regimento de Comandos e mais tarde nas Tropas Paraquedistas após ter frequentado o 175.º Curso de Paraquedismo em Outubro de 1993.
Desempenhou várias funções de Estado Maior como Oficial de Logística, Oficial de Pessoal, Chefe do Departamento de Planeamento da Formação e Oficial de Operações.
Cumpriu diversas missões em ambientes operacionais de alto risco, no âmbito das Nações Unidas e da NATO.
Nomeadamente, fez parte da 1.ª Força Expedicionária Portuguesa, da Bósnia e Herzegovina. Em 1999, entra no Kosovo com a 1.ª Unidade Portuguesa. Em 2001 é nomeado 2.º Comandante de Batalhão de Paraquedistas deslocado para o Teatro de Operações de Timor-Leste. Em 2003 através do Joint Analisys and Lessons Centre da NATO é deslocado diversas vezes para o Afeganistão como especialista em Force Protection. Integra a 1.ª Operational Mentoring and Liason Team experimental da Nato em Mazar-i-Sharif no Norte do Afeganistão.
Recebeu um louvor em 6 de Setembro de 2004, condecorado com a Medalha Cobre de Comportamento Exemplar.
No dia 1 de Novembro do mesmo ano entra para a reforma do Exército português.
Por despacho do Ministro da Defesa Nacional de 25 de Outubro de 2000, é indicado para receber a Medalha da NATO.

### Actividade política
Em Fevereiro de 2017, insurge-se contra a punição de instrutores no curso militar de Forças Especiais em que morreram dois jovens.
Depois de partilhar um manifesto feito por si, a que chamou "do Paiol e da Honra", surge como um dos três oficiais que organizaram o convocado e depois desconvocado protesto intitulado de “movimento das espadas” contra a exoneração de cinco comandantes na sequência do furto em Tancos, um protesto de oficiais com deposição das espadas, em Belém, que acabou por ser cancelado. Depois teve a oportunidade de explicar numa entrevista porque actuou assim e lança o repto para a criação de um novo movimento, com o nome "Que Portugal Queremos".
Tinha já marcado o lançamento do seu romance de natureza autobiográfica na sede da Academia Militar, quando o Chefe do Estado Maior, o general Rovisco Duarte, decide não o autorizar. Dessa forma esse acto foi deslocado para a sede da Sociedade Histórica da Independência de Portugal para dia 6 de Julho de 2017 e na mesma, como estava antes combinado, a sua apresentação feita pelo secretário do Conselho Superior de Defesa Nacional, comandante de Pessoal do Exército, o tenente-general Antunes Calçada.
Fez parte da Comissão Organizadora de um almoço de homenagem ao Coronel CMD Paulo Pipa de Amorim, em agosto de 2018, como sinal de repúdio ao Chefe do Estado-Maior do Exército que o tinha afastado do comando da força de comandos por este ter homenageado publicamente o seu camarada de armas Victor Ribeiro e ao facto de o ter louvado por ter sido operacional no Golpe de 25 de Novembro de 1975.
É líder e presidente do político Movimento Gente, extra-partidário, do qual foi fundador em 28 de Setembro de 2019. O mesmo, ainda duma forma informal e a partir da sua página do Facebook, a 2 de março de 2019, já tinha convocado uma manifestação em Pedrógão Grande em sequência da reportagem divulgada pela TVI, no programa de investigação de Ana Leal, onde eram feitas revelações comprometedoras sobre o material doado às vítimas dos incêndios aí acontecidos em 2017, assim como tinha afixado um grande cartaz, na zona do Campo Pequeno, em Lisboa, indiretamente alusivo ao facto de a Sociedade não perder nada com a ausência de políticos, ligados aos partidos, na governação do país.
É correspondente colunista no Inconveniente.

## Obras
- O Beijo da Quissonde (2017).[28]